# Lei Interpretativa do Ato Adicional de 1834
A Lei Interpretativa do Ato Adicional de 1834 foi uma legislação brasileira aprovada durante o Período Regencial, em 12 de maio 1840, que modificou significativamente o Ato Adicional de 1834. O Ato Adicional de 1834 tinha o objetivo de descentralizar o poder no Brasil, concedendo maior autonomia às províncias, o que incluía a capacidade de legislar sobre questões locais e eleger presidentes provinciais através de assembleias legislativas provinciais.
Contudo, essa descentralização provocou tensões e conflitos regionais, contribuindo para um período de instabilidade política. Alguns grupos, especialmente os mais conservadores, viam a descentralização como uma ameaça à unidade nacional e à ordem. Em resposta a essas preocupações, a Lei Interpretativa do Ato Adicional foi promulgada para reverter alguns dos poderes concedidos às províncias.
Essencialmente, a Lei Interpretativa reduziu a autonomia das províncias ao restabelecer o poder do governo central sobre questões importantes, como a nomeação dos presidentes provinciais pelo imperador, ao invés de serem eleitos pelas assembleias provinciais. Isso fortaleceu o poder central e reduziu a capacidade de auto-governo das províncias, marcando um passo significativo na centralização política do Brasil durante o Império.
A Lei Interpretativa foi um marco na história política do Brasil, refletindo as tensões entre tendências centralizadoras e federalistas no país e desempenhando um papel importante na evolução do federalismo brasileiro.